# Fantomas a Scotland Yard ellen
A Fantomas a Scotland Yard ellen (eredeti cím: Fantômas contre Scotland Yard) 1967-ben bemutatott francia-olasz akció-vígjáték, André Hunebelle rendezésében, Jean Marais,  Louis de Funès és Mylène Demongeot főszereplésével. Jean Marais hármas szerepben látható, mint Fandor újságíró, Fantomasként Walter, a lord barátja, valamint Giuseppe, a maffiózó. Fantomas eredeti francia hangja Raymond Pellegrin. Az 1964-es Fantomas film harmadik része. Magyarországi mozibemutatója 1968. február elsején volt, az előző két filmhez hasonlóan feliratos változatban.
Fantomas Moszkvában címmel tervbe volt véve még egy negyedik rész is, de Jean Marais és Louis de Funès rossz munkakapcsolata miatt nem valósult meg.

## Cselekmény
|  | Alább a cselekmény részletei következnek! |

A történet valahol Skóciában folytatódik, ahol Fantomas, az álarcos bűnöző mester megállíthatatlanul hajtja végre cselekményeit, miközben mindvégig ismeretlen marad. Következő ilyen akciója, hogy minden gazdag embert, beleértve a maffiózókat is, egy olyan életben maradási adóval zsarol meg, amely egyúttal az életük elvételével is együtt jár, ha nem fizetnek. Ennek egyik célpontja lesz a Skócia egyik várában élő Lord Rashley. Ám előtte megöli az egyik barátját, akinek a maszkjában tesz nála látogatást. Hosszas beszélgetés után, helikopterrel elhagyja a helyszínt, majd felfedi gonosz kilétét, és ledobja a Lord megölt barátját. Lord Rashley ezek után Párizsba telefonál Juve felügyelőhöz, és beszámol neki Fantomas újabb gaztettéről, de az életben maradási adóval kapcsolatban hallgatnia kell, különben az életébe kerül. Továbbá megkéri őt, a helyettesét, Fandor újságírót és a menyasszonyát, hogy jöjjenek hozzá nyomozni. A meghívást elfogadják, remélve, hogy a Scotland Yard segítségével végre sikerül elfogniuk Fantomast.
|  | Itt a vége a cselekmény részletezésének! |

## Szereposztás
| Szerep                                         | Színész              | Magyar hangja (1. szinkron, 1983) |
| ---------------------------------------------- | -------------------- | --------------------------------- |
| Juve felügyelő                                 | Louis de Funès       | Haumann Péter                     |
| Fantômas / Fandor újságíró / Walter / Giuseppe | Jean Marais          | Lőte Attila                       |
| Hélène, fotoriporter, Fandor menyasszonya      | Mylène Demongeot     | Fehér Anna                        |
| Bertrand felügyelő, Juve felügyelő helyettese  | Jacques Dynam        | Csurka László                     |
| Főszerkesztő, Fandor főnöke                    | Robert Dalban        | Képessy József                    |
| Lady McRashley                                 | Françoise Christophe | Dallos Szilvia                    |
| Lord McRashley                                 | Jean-Roger Caussimon | Velenczey István                  |
| Tom Smith                                      | André Dumas          | Ujréti László                     |
| Maffiafőnök                                    | Guy Delorme          | Gruber Hugó                       |
| Maharadzsa                                     | Michel Thomass       | Bodor Tibor                       |
| Albert, komornyik                              | Jean Ozenne          | Szabó Ottó                        |
| André Berthier, a lord titkára                 | Henri Serre          | Csernák János                     |
| Richard, aki nem félt Fantomastól              | Hubert de Lapparent  | Izsóf Vilmos                      |
| Fantomas embere, pilóta                        | Dominique Zardi      | Versényi László                   |
| Alexandre                                      | Max Montavon         | ?                                 |
| Fantomas embere és Godfrey                     | Henri Attal          | néma szerep                       |
| Filmsztár a landoló repülőn                    | Rita Renoir          | néma cameo szerep                 |
| William                                        | Antoine Baud         | ?                                 |
| A maharadzsa tolmácsa                          | Roger Trapp          | Dobránszky Zoltán                 |

## Érdekességek
- A Skóciában játszódó jelenetekből csak egy készült ténylegesen Skóciában, a többit egy középkori francia várnál forgatták. A lord autója és Godfrey sárga furgonja a cselekmény szerinti skóciai helyszín ellenére balkormányos.
- Fantomas mindhárom filmben feltűnő emberét és a muzeális sárga furgont vezető, kissé hibbant Godfrey-t egyaránt Henri Attal alakítja.
- Terveztek egy negyedik részt is Fantomas Moszkvában címmel, amelyben kiderült volna, hogy Fandor apja valójában Fantomas. A terv viszont nem valósulhatott meg a Marais és Funès közötti rossz viszony miatt.